# Kawasaki Versys
Kawasaki Versys to rodzina motocykli typu turystyczne enduro produkowanych przez firmę Kawasaki od roku 2007. 
Nazwa Versys to połączenie słów versatile system (ang. - system wszechstronny).
W skład rodziny wchodzą:
- Versys-X 300, 2017-obecnie, napędzany dwucylindowym silnikiem o pojemności 296 cm³[2]
- Versys 650, 2007-obecnie, napędzany dwucylindowym silnikiem o pojemności 649 cm³[2]
- Versys 1000, 2012-obecnie, napędzany czterocylindowym silnikiem o pojemności 1043 cm³[2]